# Playdate
Playdate (Playdate: Amizades Perigosas no Brasil) é um filme estadunidense do gênero de suspense de 2012 dirigido por Andrew C. Erin e estrelado pela atriz Marguerite Moreau.
O lançamento do filme ocorreu em 28 de abril de 2012 nos Estados Unidos

## Sinopse
Emily e Brian Valentine (Marguerite Moreau e Richard Ruccolo) moram em uma vizinhança tranquila com sua filha Olive (Natalie Alyn Lind). Quando uma família se muda para a casa ao lado, eles resolvem lhes dar as boas vindas. Assim conhecem Tamara Moor (Abby Brammell), uma mãe solteira amigável mas misteriosa, e seus dois filhos, Titus (Julien Dean Lacroix) e Billy (Aidan Potter). Olive logo faz amizade com Billy, só que o menino age estranho, sugerindo um pacto de sangue e outras brincadeiras inapropriadas. Em uma delas, Olive acaba se machucando. Sua mãe desconfia de que não foi um acidente e passa, então, a investigar o passado da família Moor, sem perceber que Tamara fará de tudo para manter seu histórico enterrado.

## Elenco
- Marguerite Moreau como Emily Valentine
- Richard Ruccolo como Brian Valentine
- Abby Brammell como Tamara Moor
- Natalie Alyn Lind como Olive Valentine (como Natalie Lind)
- Julien Dean Lacroix como Tito Moor
- Aidan Potter como Billy Moor
- Darin Cooper como Robert Johnson

## Música
A trilha sonora do filme foi composta por Kevin Blumenfeld.